# 린다오위안
린다오위안(중국어 정체자: 林道遠, 병음: Lín Dàoyuân, 한자음: 임도원, David Lin, 1987년 7월 21일 ~)은 대만의 배우 이자가수이다.

## 방송
- 신병일기